# پورودین
پورودین (به صربی: Porodin) یک منطقهٔ مسکونی در صربستان است که در ژاباری واقع شده‌است. پورودین ۲٬۰۳۶ نفر جمعیت دارد.